# Deska Galtona

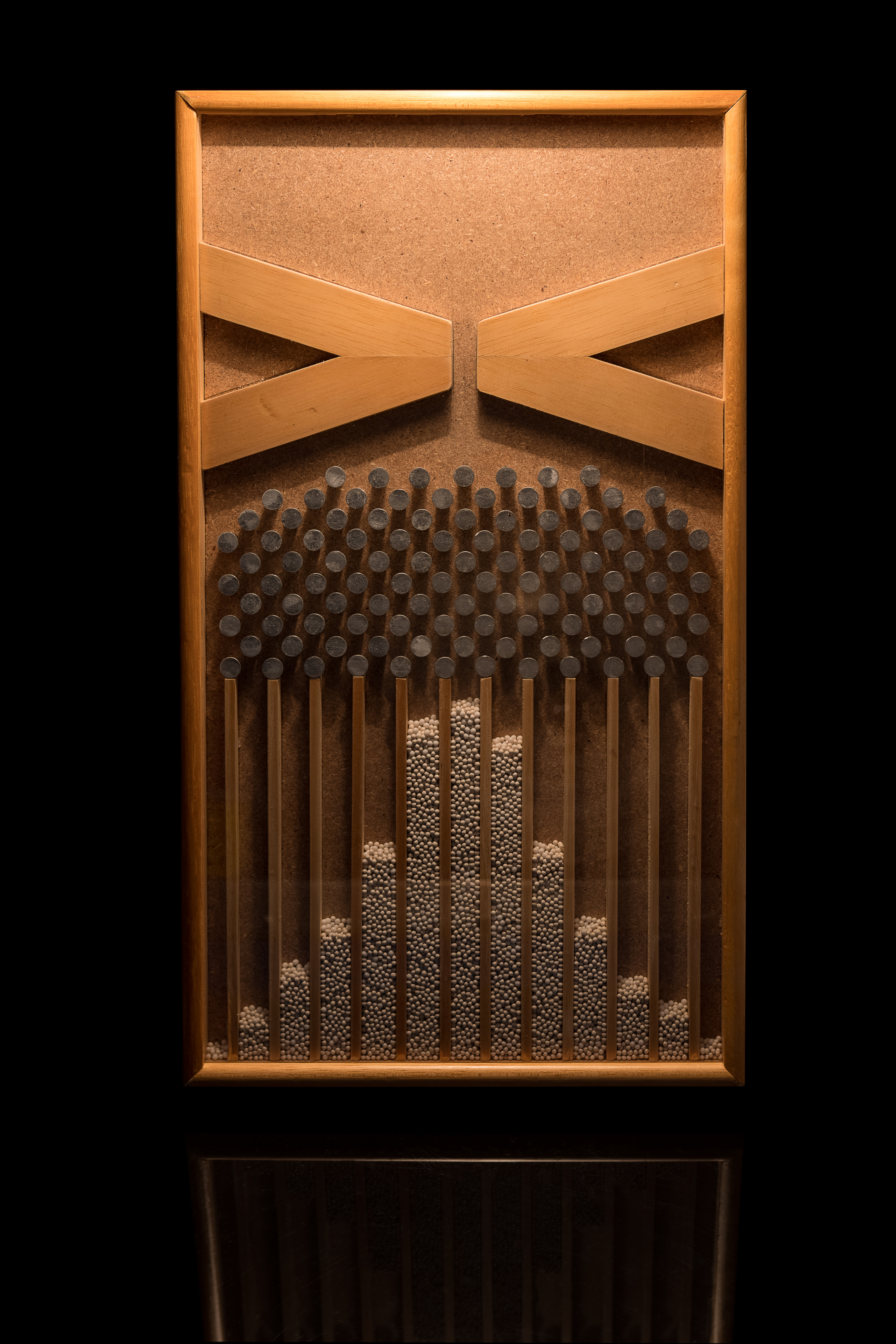
Deska Galtona

Deska Galtona jest praktyczną wizualizacją schematu Bernoulliego. Jest to deska z rozmieszczonymi na kształt trójkąta gwoździami. Kulki spadające z góry odbijają się od gwoździ na różne strony, przy czym prawdopodobieństwo, że kulka skieruje się po odbiciu w prawo jest takie samo, jak skierowanie się jej w lewo, i wynosi 0,5. W rezultacie ostateczne położenie kulek jest całkowicie losowe.
Kulki wpadające do poszczególnych przegródek pod deską tworzą histogram rozkładu dwumianowego, prawie równego rozkładowi normalnemu (dokładnie byłyby one równe dla nieskończonej liczby nieskończenie małych kulek i nieskończenie dużej liczby przegródek). Deska Galtona ilustruje więc sposób powstawania w naturze rozkładu normalnego pod wpływem drobnych losowych odchyleń.
Adaptacją deski Galtona jest tytułowy element teleturnieju The Wall. Wygraj marzenia.

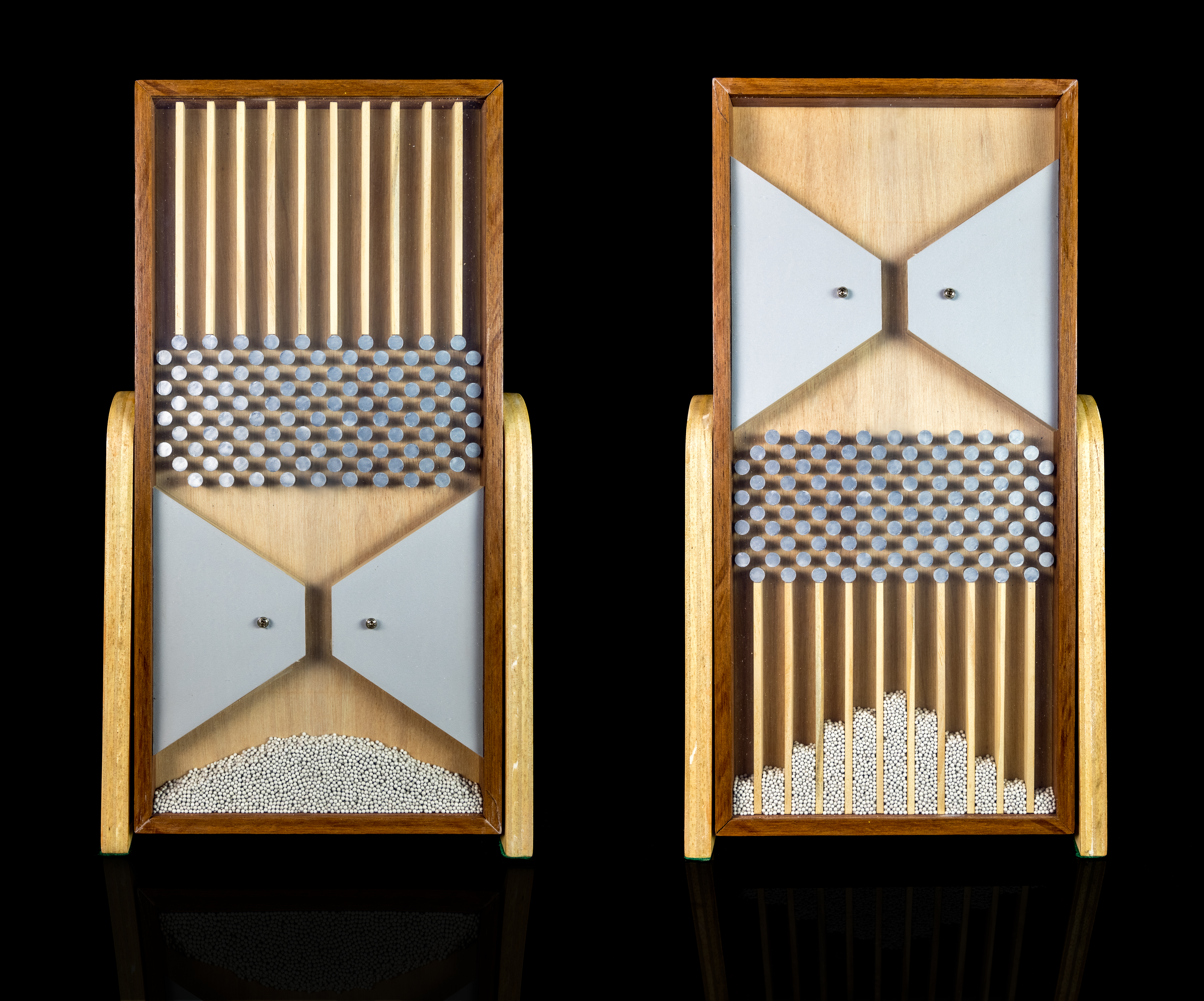
Przed i po włączeniu